# Cheval corse
Vous lisez un « article de qualité » labellisé en 2013.
Cavallu corsu, Paganacciu
Le cheval corse (en corse : cavallu corsu ou paganacciu) est un petit cheval de selle propre à l'île de Corse. Influencée par différentes migrations sur l'île, la race s'est adaptée à son biotope montagneux en acquérant une grande sûreté de pied. Elle forme la première monture de Napoléon Ier. Plusieurs chroniques de voyages louent les qualités de ce petit cheval adroit monté, attelé et employé à diverses tâches par les habitants de Corse, des siècles durant.
Le cheval corse a failli disparaître avec la motorisation des transports et de l'agriculture. À la fin du XXe siècle, une série d'initiatives se mettent localement en place afin de le préserver. En 2012, la race est officiellement reconnue au niveau national grâce à l'association u Cavallu Corsu, avec une base de huit étalons reproducteurs. Le cheval corse est d'une taille réduite, harmonieux et carré, doté d'un dos court, et plutôt tardif. La robe est baie, bai-brun ou noire. Adapté à l'équitation de loisir sous toutes ses formes, il est élevé principalement pour le tourisme équestre. Il peut aussi être monté en polo, en équitation de travail ou en endurance et s'adapte également bien en centre équestre. Mi-2011, la race compte 180 représentants. Le cheval corse est indissociable de l'identité culturelle de son île d'origine.

## Terminologie
Ce cheval est localement surnommé U paganacciu ou paganacce, ce qui signifie « le païen », « l'insoumis » ou encore « le rebelle », pour marquer son statut d'animal sauvage et noble et le différencier des bêtes de somme,. En raison de sa taille relativement réduite, certains amateurs le nomment « poney », mais il n'en possède pas la morphologie.

## Histoire

### Origine
L'origine exacte de la race n'est pas réellement connue. Selon certaines publications généralistes, le cheval corse serait indigène et aurait gagné l'île voici un million d'années, alors qu'elle était rattachée au continent. Il serait issu de la même souche que le Barbe tunisien. Selon les spécialistes de l'université d'Oklahoma, au contraire, la Corse n'a jamais eu de chevaux indigènes. Cependant, les paléontologues et les archéologues constatent l'absence de restes osseux du moindre cheval pour les temps géologiques comme pour la Préhistoire. Dès lors, il ne fait aucun doute que les ancêtres de la race auraient été amenés par les hommes.  
Les plus anciennes traces de chevaux sur l'île remontent peut-être à 600 ou 500 ans avant l'ère chrétienne. 
Les Phocéens s'installent en Corse en 259 av. J.-C. mais d'après l'université d'Oklahoma les chevaux arrivent plus tard, amenés au fil du temps par les Vandales, les Lombards, les Sarrasins, les Génois, les Pisans, puis finalement les Français. Cependant, la nécropole gréco-étrusque de Casabiande, à Aleria, a livré trois squelettes de petits chevaux . Il s'agit là des tout premiers vestiges d'équidés certifiés à ce jour pour l'ensemble de la Corse. Différentes sources attestent ensuite de leur utilisation militaire à l'époque de Jules César. 
La sélection naturelle fait que seuls les animaux adaptés au terrain accidenté du centre et au climat perdurent et donnent une descendance. Ils font l'objet de croisements, principalement avec des Arabes ou des Barbes (depuis les invasions du VIIIe siècle selon l'association U cavallu corsu) et peut-être des ibériques,. Le Dr vétérinaire Paul Dechambre décrit le cheval corse comme « un dérivé de l'aryen modifié par le milieu insulaire et montagnard, mais ayant conservé des proportions médiolignes ou devenu seulement sub-bréviligne », c'est donc un cheval indo-européen influencé par différents croisements.

### AuxXVIIIesiècleetXIXesiècle

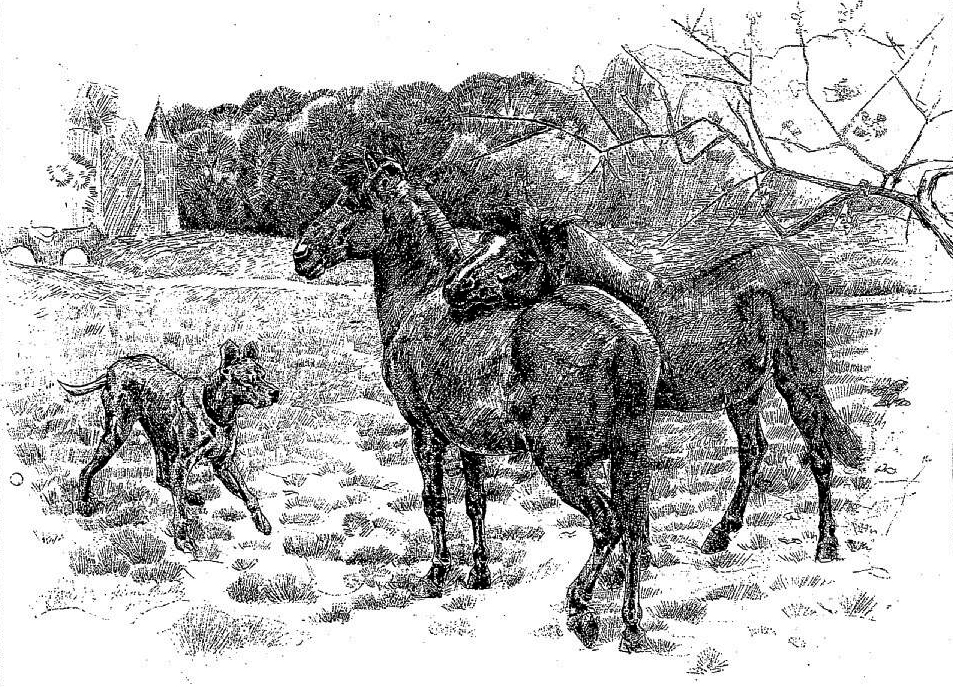
Chevaux corses vus par Mlle Aline Billet, en 1889.

Buffon décrit les chevaux de Corse et de Sardaigne comme « petits, mais vifs et courageux ». Au XVIIIe siècle, l'abbé Gaudin et deux officiers français vaincus à Borgu en 1768 font l'éloge de l'adresse du cheval corse dans les terrains difficiles. Jean F. Goury de Champgrand, dans son Histoire de l'Isle de Corse (1749), assure qu'ils « sont fort communs », mais qu'on « n'en voit point de beaux » : ils sont petits et tout leur mérite réside dans leur sûreté de pied. Ils sont assez difficiles à dompter parce qu'élevés en liberté, sans jamais rentrer dans des écuries, jusqu'à l'âge de deux ou trois ans où l'on commence à les accoutumer à la selle ou au bât. La présence de chevaux sauvages en Corse n'est pas sans poser des problèmes aux cultivateurs dont les champs sont piétinés ou consommés, d'où la création de l'« article 77 des statuts criminels », qui impose le marquage du cheptel et la garde des animaux. Ceux qui ne sont ni marqués ni gardés peuvent être tués ou capturés à vue. Les chevaux corses sont naturellement forts et vigoureux, vivent de peu et ne mangent presque jamais de grain. S'ils sont très adroits en montagne, ils semblent en revanche mal s'adapter aux plaines d'après Goury de Champgrand.
Les chevaux corses sont connus pour avoir fait partie des premières montures de Napoléon Ier, et pour l'avoir accompagné dans son exil sur l'île d'Elbe. En 1837, la Corse compte environ 14 000 chevaux, principalement dans l'arrondissement de Bastia, et les bêtes toisent en moyenne trois pieds et cinq pouces. Leur prix va de 100 à 200 francs, et augmente beaucoup pour les chevaux de grande taille.
En 1861, les haras nationaux tentent de modifier le modèle du cheval corse par croisement avec des Anglo-arabes, afin de le rendre propre à la cavalerie légère pour la guerre : le croisement entre cheval corse et Arabe ou Pur-sang est en effet réputé pour donner des chevaux de selle « qualiteux », rapides et harmonieux. Le cheval local résiste à ces croisements grâce à son adaptation ancestrale au biotope corse, les gènes dits améliorateurs sont éliminés. Les habitants de Corse récupèrent le contrôle total de leurs chevaux, une certaine homogénéité s'installe dans le modèle des animaux.

### Depuis leXXesiècle

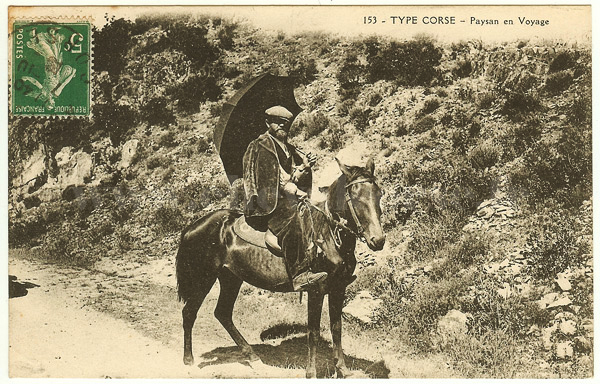
Le cheval corse, seul moyen de transport à travers l'île.

Jusqu'au début du XXe siècle, la Corse héberge « d'admirables poneys d'une qualité exceptionnelle et souvent d'un très joli type », d'après les encyclopédies d'époque. En 1915, un guide de voyage parle du cheval corse comme d'une « excellente petite bête d'apparence un peu rétive, dure à la fatigue et douce comme un agneau, à condition qu'on ne l'aiguillonne pas trop ». En 1934, Antoine Albitreccia décrit le cheval corse comme « petit : entre 1,35 m et 1,40 m ». Il ajoute que l'élevage au grand air le rend sobre et endurant et que la vie en liberté le rend vif, mais qu'il n'en demeure pas moins obéissant.

#### Raréfaction
Le « poney corse » est répertorié par les haras nationaux, mais semble disparaître dans les années 1920. Le cheval corse manque lui aussi de disparaître à la suite de l'arrivée de l'automobile. Les Corses n'étant généralement pas hippophages, la race échappe à l'alourdissement pour la viande qui touche bon nombre d'autres chevaux français. Certains propriétaires de chevaux relâchent simplement leurs bêtes dans la nature, entre autres dans le haut-Nebbio où un troupeau de plusieurs dizaines de chevaux s'est réadapté à la vie sauvage.

#### Sauvegarde
Quelques éleveurs reconstituent le cheptel du cheval corse dans les années 1980 grâce à deux associations, I Cavallieri du Corsica et Eviva u cavallu corsu. En 1988 débute le travail de reconstitution du standard de la race, tous les chevaux lâchés en liberté dans les montagnes de Corse n'étant pas du type historique. L'élevage équin est alors limité car les besoins en chevaux sur l'île sont assez réduits. Les éleveurs ne peuvent espérer exporter ou vendre leurs animaux sans papiers aux haras nationaux. Vers 1999, ils vendent les chevaux corses guère plus de 200 ou 300 francs. La commune de Lento accepte de faire du plateau de Tenda un sanctuaire pour la race. Les deux associations de sauvegarde, I Cavallieri du Corsica et Eviva u cavallu corsu, ne s'accordent pas sur la définition du standard de race. Pour la seconde, le cheval corse ne peut porter qu'une robe bai-brun et ne doit pas dépasser 1,40 m de haut. Certains éleveurs voient dans l'ouverture du standard à des chevaux plus grands et portant d'autres robes une « opération marketing ».
Fin 2006, des tensions naissent en raison de la présence du troupeau sauvage du haut-Nebbio, contestée par les bergers pratiquant le pastoralisme, dont les bêtes sont en concurrence avec ces chevaux. Ils exigent l'expulsion du troupeau et se heurtent à un refus en raison de son statut de patrimoine corse, qui présente aussi un intérêt touristique. Certains bergers ont néanmoins abattu quelques chevaux. Le développement du loisir et du tourisme équestre sur l'île semblent désormais préserver la race corse de l'extinction. L'INRA et les haras nationaux travaillent à leur tour sur des documents bibliographiques et des recensements afin de reconstituer un standard. En octobre 2008, 120 chevaux conformes sont recensés. La possibilité de croisements avec des étalons Barbes est envisagée en cas de consanguinité, mais le cheptel parvient à se reconstituer sans y avoir recours.

#### 2010-2013: Reconnaissance officielle

Logo de l'association U cavallu corsu

Un recensement de chevaux à grande échelle est organisé en mai 2010 par l'association U Cavallu Corsu, issue du regroupement de I Cavallieri du Corsica et Eviva u cavallu corsu en 2009,. De grandes barrières sont posées sur le plateau de Tenda pour capturer et trier le troupeau sauvage. 500 chevaux sont testés. Sur les 180 chevaux recensés pour être présentés aux haras nationaux, 100 juments et 7 étalons sont reconnus conformes au standard de la race,,
La demande de reconnaissance officielle vise alors à permettre à la race de participer aux compétitions équestres (réservées aux chevaux possédant des papiers), aux éleveurs de bénéficier de primes d'élevage, à permettre les exportations et à augmenter la valeur marchande de ces chevaux, triplée s'ils possèdent des papiers. La collectivité territoriale de Corse convoque une cession extraordinaire les 26 et 27 mai 2011 et reconnaît le cheval corse comme « véritable secteur économique » et comme « patrimoine génétique et culturel », tout en demandant la « reconnaissance pleine et entière de la race ».
Après trente ans de travail associatif, le dossier de sa reconnaissance comme race est présenté à l'institut français du cheval et de l'équitation par l'association U Cavallu Corsu. L'association rencontre le ministre Bruno Le Maire à plusieurs reprises en 2011. Le 14 février 2012, la race est officiellement reconnue par décret au journal officiel,, puis l'association est à son tour reconnue au niveau national pour gérer la race. Huit étalons sont agréés à la reproduction. Le règlement du stud-book est établi en décembre 2012 et sa mise en application est effective depuis le 1er janvier 2013.

## Description

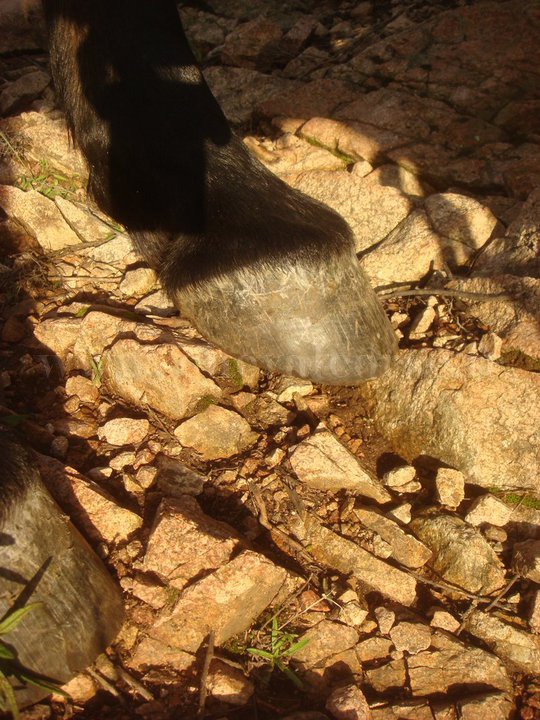
De petits pieds très durs, pouvant se passer facilement de ferrure.

L'association U Cavallu Corsu a travaillé à partir de documents d'époque afin de reconstituer un standard de race. Elle s'est arrêtée à une morphologie de petit cheval de selle toisant de 1,30  à   1,50 m, avec une tolérance de 2 cm,. Le poids va de 300  à   400 kg. Les allures sont rapides sans être rasantes, étendues, avec un bon engagement des membres postérieurs.

### Morphologie

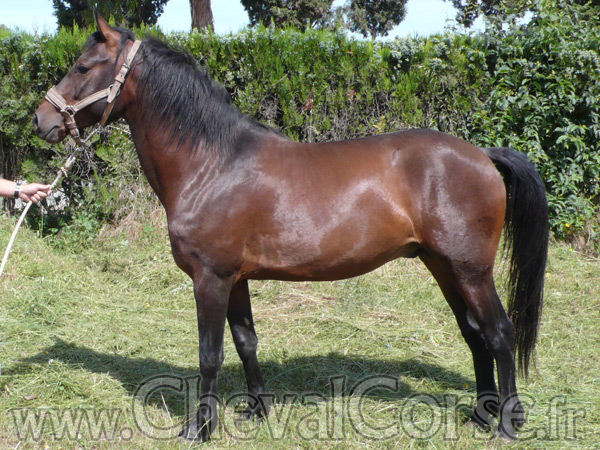
Étalon corse au modèle.

Les chevaux corses présentent des différences de morphologie suivant leur origine exacte, ainsi ceux du Nord de l'île (près de Bastia) et ceux des riches plaines de l'Est sont plus grands.

#### Tête
La tête est plutôt courte et expressive. Elle s'affine au niveau des naseaux (bien ouverts), bien qu'elle puisse souvent être un peu lourde. Le chanfrein est rectiligne,. L'œil doit être vif, les oreilles sont droites et de taille relativement réduite.

#### Avant-main, corps et arrière-main
Le cheval corse est compact et bien proportionné, doté de tissus fins, son modèle est harmonieux et s'inscrit dans un carré. L'encolure est courte et large mais non trapue, bien orientée. L'épaule est longue, le passage de sangle est bon, le garrot est marqué mais pas saillant. La poitrine est profonde, ouverte et ogivale. Le dos est relativement court mais bien soutenu, la hanche courte et oblique, la croupe est inclinée et les cuisses sont musclées. Les membres sont droits, fins, secs et forts, aux tendons bien détachés. Il a une tendance aux jarrets clos, caractéristique typique du cheval de montagne. Les pieds sont petits, secs et très résistants. Les crins doivent être abondants et d'un noir profond, la crinière est bien fournie,.

### Robe
Sa robe est baie dans toutes ses nuances, bai-brun (noir pangaré) ou plus rarement noire, généralement sans marques blanches. L'animal arbore parfois une raie de mulet,. Les marques blanches sont tolérées sous certaines limites, petites marque en tête et balzanes ne dépassant pas le boulet. Les étalons font l'objet d'un test génétique pour déterminer la présence ou pas du gène codant l'alezan, une robe interdite par le standard de la race.

### Caractère et entretien
Relativement tardif, le cheval corse atteint sa maturité à l'âge de six ou sept ans,. Il possède du sang et se révèle généralement vif, généreux et courageux, mais plutôt froid,.
C'est une race rustique et très sobre qui résiste aux intempéries et se contente de peu sur le plan alimentaire, façonnée par sa vie en liberté et sans abri dans les montagnes de Corse, qui lui a donné un pied très sûr. Les éleveurs font se reproduire les juments poulinières un an sur deux, afin de pouvoir garder le poulain auprès de sa mère plus longtemps, ce qui, d'après eux, le rend plus résistant. Il existe encore en Corse des troupeaux sauvages qui vivent en liberté toute l'année dans les monts du Nebbio, ou encore en Alta Rocca, à des altitudes allant de 500  à   1 700 mètres. Jadis, les chevaux corses sauvages consommaient l'inule visqueuse au début de l'été.

### Sélection
Le stud-book du cheval corse comporte deux sections, le livre A pour les animaux en tous points conformes au standard de la race, et le livre B pour les juments inscrites à titre initial, destinées à aider l'amélioration ou la conservation de la race. L'insémination artificielle et le transfert d'embryon sont autorisés pour la reproduction, mais pas le clonage. La sélection vise aussi à conserver les qualités ancestrales du cheval corse, notamment son endurance, sa robustesse, son adresse et ses capacités de portage. Les étalons sont testés montés et attelés, sur une reprise élémentaire de dressage, ils doivent aussi être exempts de maladies contagieuses (artérite virale équine, anémie infectieuse des équidés, métrite contagieuse, vaccination contre la grippe équine et la rhinopneumonie). 
Le coût d'achat va de 1 000 euros pour un jeune cheval non débourré à 1 500 euros pour un animal dressé.

## Utilisations
Historiquement, le cheval corse était utilisé par les locaux pour tous leurs déplacements (avant la Seconde Guerre mondiale), car seul moyen de transport des habitants de Corse avec l'âne. Il est un peu limité par sa taille, mais sert autant de cheval de selle (par exemple pour l'équitation de travail pendant la transhumance) que de cheval agricole, comme monture de guerre, ou même à l'attelage, où il semble s'être taillé une certaine réputation. Paul Dechambre assure qu'au début du XXe siècle, tous les montagnards, tous les paysans et même les femmes montent à cheval. Certains chevaux exportés ont servi historiquement de montures d'instruction pour les enfants, comme l'atteste Antoine-Vincent Arnault en 1833, qui en avait un à l'usage de son fils.
Le cheval corse est désormais destiné avant tout aux loisirs, il est généralement monté localement pour le tourisme équestre car, grâce à son adaptation ancestrale au biotope et au relief de son île, il est parfaitement adapté à cette activité, même sur les sentiers les plus difficiles,. Il est également apprécié en polo, en randonnée, en endurance et comme cheval de centre équestre. La reconnaissance de la race a accru sa gamme d'activités, en plus de lui ouvrir les compétitions officielles,. Il peut pratiquer le travail du bétail et l'équitation western puisque localement, des éleveurs le valorisent auprès des bergers corses qui travaillent avec des ovins et des caprins. Cet usage s'est répandu et, en 2012, en particulier vers Farinole et Patrimonio, il n'est pas rare que des bergers possèdent trois ou quatre chevaux corses à cet usage.

## Diffusion de l'élevage

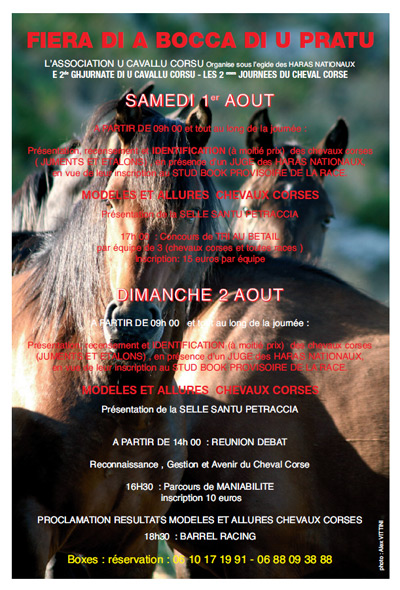
Affiche pour les Journées du cheval corse, en 2009.

Étonnamment, les données de la FAO indiquent (en 2010) que le cheval corse est une race éteinte,. L'université d'Oklahoma estimait en 2007 le nombre de chevaux de selle en Corse à un millier environ. En août 2011, le cheval corse compte 180 représentants conformes au standard établi par l'association de la race. Un centre d'élevage devrait voir le jour à Casabianda courant 2013, sur quarante hectares, afin de poursuivre la sélection de ce cheval dans son milieu naturel. Quelques dizaines de ces animaux stationnent en extérieur toute l'année sur les plateaux du massif de Tenda en Haut-Nebbio, à une altitude d'environ 1 000 m. Des débouchés vers la Suisse, l'Italie et l'Allemagne, sont alors envisagés,.
La race était présente pour « A Fiera di a Casinca » en mai 2012, et la première édition de « Cavalli in scena » à Sarrola-Carcopino, le 30 juin et le 1er juillet 2012. Le cheval corse est surtout visible sur la foire Di a Bocca di U Pratu se tenant chaque année en partenariat avec les Haras nationaux, durant les « Journées du Cheval corse ». Pour la monte de la saison 2013, sept étalons reproducteurs agréés sont disponibles.
En 2023, le cheval corse est considéré par l'Institut national de recherche pour l'agriculture, l'alimentation et l'environnement (INRAE) comme une race chevaline française menacée d'extinction.

## Dans la culture
Malgré sa double charge, le cheval, excité par deux bons coups de pied dans le ventre, partit lestement et descendit au galop un coteau escarpé où tout autre qu'un cheval corse se serait tué cent fois…
Le cheval corse est mentionné dans des œuvres anciennes, en particulier les récits de voyage des XVIIIe et XIXe siècles. James Boswell le compare aux chevaux gallois et l'Abbé de Lemps loue son adresse dans les passages difficiles. François de Los-Rios, dans les Aventures de mon cheval corse, écrites le 18 juillet 1784, raconte de quelle manière il a acheté un cheval corse et l'a fait monter pendant huit mois par un enfant pour le dresser. L'animal suscite l'admiration générale grâce à sa beauté : « une jolie petite tête, un corps bien moulé, des jambes de biche & une belle crinière devoient attirer les regards ». Louis-Désiré Véron raconte lui aussi ses souvenirs de Corse avec un petit cheval « intelligent comme un chien de chasse », à l'œil étincelant et à demi-sauvage. D'autres auteurs parlent de l'affection qu'il porterait à son maître, comparable à celle d'un chien. Les descriptions ne sont pas toujours aussi élogieuses, puisqu'une lettre d'Ajaccio envoyée en 1826 parle du « petit cheval corse, presque nain, laid mais plein de feu ». Avec Prosper Mérimée et son Mateo Falcone (en 1829), arrive une vague de littérature romantique sur la Corse, qui ne manque pas de mentionner le cheval du pays.
Désormais, le cheval corse participe, comme le chien corse ou encore le « bonheur corse », à la valorisation d'une identité locale systématiquement mise en avant par les médias locaux de l'île, bien que cette revendication culturelle ne corresponde pas toujours à la réalité sociale.

#### Ouvrages généralistes
- [Benigni 2006] Guy Benigni, Petite encyclopédie du cheval en Corse : et de ses proches cousins, Ajaccio, Albiana, coll. « NATURE », 2006, 71 p. (ISBN 9782846981422, présentation en ligne)
- [Hendricks et Dent 2007] (en) Bonnie L. Hendricks et Anthony A. Dent, « Corsican », dans International Encyclopedia of Horse Breeds, University of Oklahoma Press, 2007, 486 p. (ISBN 9780806138848), p. 140-141
- [Bataille et Tsaag Valren 2017] Lætitia Bataille et Amélie Tsaag Valren, Races équines de France, Paris, Éditions France Agricole, janvier 2017, 2e éd. (1re éd. 2008), 304 p. (ISBN 2-85557-481-1, OCLC 971243118, BNF 45194192).

#### Articles de presse
- [Léon 2009] Myriam Léon, « Les sans-papiers corses bientôt régularisés ? », Cheval Magazine, no 448,‎ mars 2009, p. 60-64
- [Santelli 2009] (co) Pierre Laurent Santelli, « Ricunniscenza di u cavallu corsu », Arritti, no 2164h,‎ 24 décembre 2009, p. 6-8
- [Fugain 2011] Clémence Fugain, « Trois races en quête de reconnaissance », Cheval Magazine, no 477,‎ août 2011, p. 46-47
- « L'heure de la reconnaissance », Arritti, no 2280,‎ 17 mai 2012, p. 8-9
- [Cappuri 2012] Jean-Paul Cappuri, « Cheval corse : la race enfin reconnue, le cheptel socle est à reconstituer », Corse-Matin,‎ 5 juin 2012, p. 10